# Гладков, Борис Ильич
Борис Ильич Гладков (1847 — ок. 1921) — русский  адвокат, присяжный поверенный, духовный писатель и общественный деятель; председатель совета учреждённого им Всероссийского трудового союза христиан-трезвенников.
Наибольшую известность получил как автор подробных комментариев на Евангелия, выдержавших множество изданий и переиздаваемых в настоящее время.

## Биография
Родился в 1847 году. Происходил из дворянского рода Гладковых.
После окончания юридического факультета Московского университета служил в должности присяжного поверенного в Санкт-Петербурге.
В 1911 году он стал сооснователем Всероссийского трудового союза христиан-трезвенников (под покровительством вел. кн. Константина Константиновича) и был избран его председателем.
Широкую известность Борис Ильич Гладков получил тогда, когда стал писать по актуальным для российского общества того времени проблемам христианства.
Как вспоминал Гладков, ещё в школьные годы он потерял всякую веру, «поскольку государственные методы обучения, то как преподавался Закон Божий, всё это не могло оставить хоть сколько-нибудь думающего человека в лоне Церкви». Религиозным возвращением Гладков был обязан самостоятельному изучению вопроса исторической достоверности Евангелия уже в свои зрелые годы.

### Общественная деятельность
Будучи уже известным духовным писателем, Гладков вместе с рядом других лиц, имевших православно-монархические взгляды, 8 января 1911 года основал Всероссийский трудовой союз христиан-трезвенников (1911-1917 гг.). Был избран председателем совета ВТСХТ. Союз принял официальное покровительство великого князя Константина Константиновича. ВТСХТ стремился изменить жизнь народа к лучшему в рамках существующего строя путём противоалкогольного просвещения и утверждения трезвого образа жизни на христианских началах. Девиз Союза: «В трезвости — счастье народа». Для достижения указанных целей ВТСХТ под руководством Гладкова при поддержке властей, Церкви и при деятельном участии местных обществ трезвости впервые в истории России провёл успешные открытые массовые действия: 1) 29 сентября 1911 г. в Петербурге — Антиалкогольный день «для ознакомления населения… с научными данными о вреде спиртных напитков и для сбора добровольных пожертвований на борьбу с пьянством»; 2)  23-24 сентября 1912 г. в Петербурге — городской Праздник трезвости; 3) 28-29 апреля 1913 г. в столице и 56 губерниях и областях страны — первый Всероссийский праздник трезвости; 4) 7-8 апреля 1914 г. в столице и 55  губерниях и областях —  второй Всероссийский праздник трезвости.
Николай II поддерживал деятельность Всероссийского трудового союза христиан-трезвенников. 2 января 1914 г. он принял делегацию Союза из шести человек во главе с его председателем Б.И. Гладковым. Одобрения главы государства заслужили заключительные слова речи Гладкова, в которых говорилось о значении организованных ВТСХТ «кружков христианской трезвой молодежи» в учебных заведениях Министерства народного просвещения. Это слова: «Трезвые дети – это будущая Россия». Император «обещал монаршее покровительство Союзу и материальную поддержку», что и было исполнено. [Афанасьев А.Л.: 1) 2007. С. 94-99; 2) 2022. С. 95-96].
О жизни Гладкова после свержения самодержавия ничего не известно.

### Духовный писатель
Основным его сочинением стало «Толкование Евангелия». Построенное как изложение Священной истории, оно согласовано по текстам всех четырёх Евангелий и содержит обширный подстрочный комментарий. Вводная глава посвящена новозаветной исагогике. Гладков опирался на святоотеческие толкования Евангелия и исследования русских экзегетов, например, на «Толковое Евангелие» епископа Михаила (Лузина). Стиль изложения отражал опыт обретения автором христианской веры, что придаёт «Толкованию» личный и живой характер. Сочинение было положительно принято рецензентами. Книга много раз переиздавалась и стала основой для ряда менее объёмных произведений Гладкова по новозаветной тематике: «Общедоступное толкование Евангелия», «Благовествование четырех Евангелистов, сведенное в одно последовательное повествование», «Евангельские истории, составленные словами святых Евангелистов» и др. Высокую оценку работ Гладкова по истолкованию Евангелий дал Иоанн Кронштадтский. «Толкование Евангелия» было рекомендовано архимандритом Кириллом (Павловым) для изучения и понимания основ христианской веры.
Продолжением этой работы стали труды по Священной истории Ветхого Завета: «Священная история Ветхого Завета», «Библия в общедоступных рассказах». Гладков исходил из непротиворечия научных сведений и библейских истины. Он писал: «Вера и разум — друзья, а не враги… Моисей… описал в строго научном порядке историю мироздания» (Первопричина нашего атеизма. — С. 7, 12). Он отказался от буквального толкования, которое считал основной причиной непонимания библейского текста, приводившей к безверию.
Свой метод толкования Библии он определил следующим образом: «Следуя заветам Великого Учителя Церкви (свт. Иоанна Златоуста), я стараюсь постигнуть дух Свящ. Писания, его глубочайший смысл и не останавливаюсь на букве, на той несовершенной форме, в которой священному писателю приходилось иногда выражать свои мысли» (Первопричина нашего атеизма. — С. 19).
Несмотря на отсутствие профессионального богословского образования, Б. И. Гладков точно отвечал на духовные запросы современников. Его книги на библейские темы написаны понятным для читателя языком. Многие произведения Гладкова были рекомендованы как учебные пособия или допущены в качестве руководств для обучения в средних учебных заведениях по соответствующим дисциплинам. Гладков издавал книги, в основном, за свой счёт, и продавал их по цене более доступной, чем тогда было принято для подобного рода работ.

## Список произведений
- Толкование Евангелия. — СПб.: И. Л. Тузов, 1905. — 686, [3] с.
  - 2-е изд., испр. и доп. — СПб.: Изд. автора., 1907. — 718, [1] с.
  - 3-е изд., доп. — СПб.: Изд. автора., 1909. — 744 с.
  - 4-е изд., знач. доп. (доб. 111 стр.). — СПб.: изд. авт., 1913. — 768 с., 1 л. факс.: карт.
- Общедоступное толкование Евангелия. — СПб., 1906
- Первопричина нашего атеизма. — СПб., 1906
- Священная история Нового завета: Руководство для гимназий и др. сред. учеб. заведений. — СПб., 1906
- Библия в общедоступных рассказах. Вып. 1: 1. О Боге. 2. О сотворении мира и человека. — СПб., 1907. — 86 с.
- Закон Божий: Для народа и народных школ. — СПб., 1907. — 195, [5] с.: карт.
  - 2-е изд., с карт. Палестины и 20 карт. Стереотип. изд. авт. — СПб., 1909. — [4], 204 с.
- Нагорная проповедь и царство божие. — СПб.: Изд. автора., 1907. — 128 с.
- Благовествование четырех евангелистов, сведенное в одно последовательное повествование Б. И. Гладковым. — Стер. изд. Б. И. Гладкова. — СПб.: Б. И. Гладков, 1908. — 256 с.: карт.
  - 2-е доп. изд. — Петроград: Б. И. Гладков, 1915. — 342, [1] с.: карт.
- Евангельская история в общедоступных рассказах с альбомом из 30 картин. — СПб.: Изд. автора., 1908. — [2], 178, [34] с.: ил., карт.
- Предсмертные страдания Христа: С еванг. текстом и 12 картинами. — СПб.: Склад Изд. у авт., 1908. — 118 с.
- Сошествие Святого Духа. — СПб.: Изд. автора., 1910. — 95 с.
- Путь к познанию Бога. Кто был Христос? Исполнимы ли заповеди Христа?: [Лекции]. — СПб., 1910
- Беседы о переселении душ и сношениях с загробным миром (буддизм и спиритизм). — СПб.: Изд. автора, 1911. — 114 с.
- Притча о неверном управителе. — СПб.: Изд. автора., 1912. — 48 с.
- Евангельская история, составленная словами св. евангелистов, с 152 картинами: Учеб. пособие к изуч. свящ. истории Нового Завета. — СПб., 1913. — 448 с.: ил., карт.
- Граф Л. Н. Толстой как богоискатель. — СПб., 1914
- Библия в общедоступных рассказах. Ч. 1: Пятикнижие Моисея. — Петроград, 1915. — 640 с.: ил., карт.
- Опыт разработки вопроса о последовательности евангельских событий. — Петроград: Тип. «Колокол», 1915. — 73 с.: табл.
- Многочисленные брошюры против пьянства.

современные переиздания:
- Толкование Евангелия. — Воспроизведение с изд. 1907 г. — М.: Столица, 1991. — 717, [1] с.: карт. — ISBN 5-7055-1423-9.
- Толкование Евангелия. — Репр. изд. — Калуга: Синтагма, 1998. — 767 с. — ISBN 5-7877-0036-6.
- Толкование Евангелия. — Репр. изд. — [Сергиев Посад]: Свято-Троиц. Сергиева лавра, 1999. — 767, [1] с.: карт. (также в 2000, 2002)
- Толкование Евангелия. — Репр. изд. — [М.]: Моск. патриархат, Единец.-Брич. Епархия, 2004. — 767, [1] с. : факс., карт.
- Толкование Евангелия. — Клин: Христиан. жизнь, 2004 (СПб.: ГПП Печ. Двор). — 959 с. — ISBN 5-93313-024-9.
  - Изд. 2-е, испр. и доп. — Клин: Христианская жизнь, 2009. — 975 с. — ISBN 978-5-93313-060-4.
- Толкование Евангелия. — [Сергиев Посад]: Свято-Троиц. Сергиева Лавра, 2004 (ОАО Тип. Новости). — 845, [1] с.
- Толкование Евангелия. — Клин: Христиан. жизнь, 2005 (ГПП Печ. Двор). — 959 с. — ISBN 5-93313-024-9.
- Толкование Евангелия. — [Сергиев Посад]: Свято-Троицкая Сергиева Лавра, 2008. — 845, [1] с.: карт.
- Толкование Евангелия. — [Сергиев Посад]: Свято-Троицкая Сергиева Лавра, 2011. — 845, [1] с. — ISBN 978-5-903102-64-8.